# 케이투레이저시스템
케이투레이저시스템(K2 Laser System Co. Ltd.)은 대한민국의 산업용 레이저 설비 제조 기업이다. 본사는 경기도 안양시 만안구 전파로 53에 위치해 있으며 대표이사는 김명수, 김영철이다. 주로 이차 전지, 전기차, 연료 전지 분야에서 레이저 용접 장비, 레이저 노칭 장비, 레이저 프로세싱 모니터링 장비를 제작 납품한다.

## 사업 부문
다음 제품군의 레이저 시스템(자동화 제조 장비)을 생산한다.
이차 전지(배터리)
- Electrode Drying
- Electrode Notching
- Electrode Ablation
- Electrode Tab Notching
- Lead Tab Welding
- Pouch Sealing
- Can Cap Welding
- Busbar System Welding
- Module Pack Welding

EV(전기차) 모터
- Coil Joining
- Lamination Cutting
- Stator Segment Welding
- Hairpin Stripping
- Hairpin Welding

모빌리티
- Airbag Scoring
- Plastic Lamp Welding
- Camera Housing Sealing
- Sensor PCB Welding

수소 연료 전지
- Bipolar Plate Welding
- Membrane Substrate Drilling

## 같이 보기
- 이차 전지
- 리튬 이온 전지
- 전기자동차

## 참고문헌
1. ↑  나재선, 대형 레이저 절단기 시장에 '출사표', 산업일보, 2013.09.21